# Terbeschikkingstelling (Nederlands strafrecht)
Terbeschikkingstelling, afgekort tbs (voor 1988: terbeschikkingstelling van de regering, afgekort tbr), is in het Nederlandse strafrecht een maatregel die de rechter kan opleggen aan een verdachte van een misdrijf, waar minimaal vier jaar gevangenisstraf op staat of van enkele specifiek genoemde delicten (bijvoorbeeld bedreiging en stalking). Voorwaarde is dat de rechter ervan overtuigd is dat de verdachte ten tijde van het delict lijdende was aan een gebrekkige ontwikkeling of ziekelijke stoornis van de geestvermogens. Een causaal verband tussen het delict en de stoornis is niet vereist. De Hoge Raad heeft in 2008 nadrukkelijk bepaald dat het voldoende is als er sprake is van gelijktijdigheid. Als laatste officiële eis moet er een onderzoek zijn gedaan, dat niet ouder is dan één jaar. De PIJ-maatregel staat informeel bekend als jeugd-tbs. In het Belgische strafrecht spreekt men voor een vergelijkbare maatregel van internering.

## Procedure tot veroordeling
Als er aan de toerekeningsvatbaarheid van een verdachte wordt getwijfeld, wordt de verdachte gedragskundig onderzocht door een psycholoog en een psychiater. Het multidisciplinair gedragskundig onderzoek van een verdachte ten behoeve van een strafzaak heet rapportage Pro Justitia.
Een verminderde toerekeningsvatbaarheid betekent dat het gedrag van de verdachte hem in verminderde mate kan worden toegerekend. Volgens de wet verdient zo'n verdachte dan ook een minder zware straf. Daar staat tegenover dat de rechter dan wel mogelijkheden heeft om een psychiatrische behandeling op te leggen (diversie).
In het Zwarte Ruiterarrest, in 1957, veroordeelde de rechter de Zwarte Ruiter, een zeer gevaarlijke en geestelijk gestoorde overvaller, ondanks sterk verminderde toerekeningsvatbaarheid, toch tot een lange gevangenisstraf (vijftien jaar) voorafgaand aan de tbs. De reden hierachter was dat de rechter geen vertrouwen had in de beveiligende werking van tbs en de maatschappij tegen deze gevaarlijke en nietsontziende persoon wilde beschermen.
De Pro Justitia-rapportages worden uitgebracht door vrijgevestigde psychiaters en psychologen die daartoe door het Nederlands Instituut voor de Forensische Psychiatrie en Psychologie (NIFP) worden aangezocht. Soms wordt een verdachte voor een diagnose en het bepalen van die toerekeningsvatbaarheid voor een observatieperiode van zeven weken opgenomen in de observatiekliniek van het NIFP, het Pieter Baan Centrum (PBC).
Voor de Pro Justitia-rapportage wordt onderzocht of de verdachte lijdt aan psychiatrische ziektebeelden of persoonlijkheidsstoornissen, die ten tijde van het delict een rol gespeeld zouden kunnen hebben. Ook wordt het risicoprofiel van de verdachte onderzocht en wordt onderzocht of een behandeling noodzakelijk is om eventueel gevaarlijk gedrag van betreffende persoon in de toekomst af te wenden.
De rechter zal op basis van onder andere de Pro Justitia-rapportage het vonnis wijzen. Daarbij heeft de rechter, naast de gewone gevangenisstraf, de keuze uit twee soorten terbeschikkingstelling:
- terbeschikkingstelling met bevel tot dwangverpleging
- terbeschikkingstelling met voorwaarden.

In het eerste geval zal de veroordeelde worden opgenomen in een tbs-kliniek. In het tweede geval kan de rechter specifieke, op het individu gerichte voorwaarden stellen. Deze zullen vrijwel altijd inhouden dat de verdachte zelf medische hulp inschakelt, zich laat opnemen in een inrichting of bepaalde behandelingen en medicijnen gedoogt.
De tbs met dwangverpleging kan weer worden opgesplitst naar de duur van maatregel:
- gemaximeerde tbs
- gewone tbs

Laatstgenoemde is de bekende tbs die telkens kan worden verlengd. De eerste mag maar een keer worden verlengd en kan maximaal vier jaar duren. De gemaximeerde tbs kan alleen worden opgelegd als het indexdelict niet gericht is tegen of gevaar veroorzaakt voor de onaantastbaarheid van het lichaam van een of meer personen. Het indexdelict is, bij meerdere delicten, het delict dat centraal staat bij de veroordeling.
Naast een tbs-maatregel kan de rechter ook een behandeling opleggen in het kader van een bijzondere voorwaarde bij een voorwaardelijk strafdeel.
Jaarlijks worden ongeveer 5000 personen onder supervisie van het NIFP in het kader van een strafrechtelijk onderzoek Pro Justitia gerapporteerd. In ongeveer 150 gevallen wordt een tbs geadviseerd. In ongeveer 3000 zaken wordt de rechter geadviseerd naast een strafdeel een behandeling op te leggen, variërend van een jaar klinische behandeling tot een ambulante begeleiding door een psychiatrische instelling.

## Begin van de uitvoering van tbs
Tbs kan samen met gevangenisstraf worden opgelegd. Tot 2010 gold de Fokkens-regeling: veroordeelden konden in bepaalde gevallen al na een derde van hun straf aan de tbs-behandeling beginnen. Minister Hirsch Ballin van Justitie schafte dat af en veranderde het in twee derde. In 2021 werd de Voorwaardelijke Invrijheidstelling (VI-regeling) voor gedetineerden verder versoberd. Bij hogere straffen wordt niet twee derde van de straf uitgezeten, hooguit kan de celdeur twee jaar eerder opengaan. 
In een rekenvoorbeeld: bij een straf van achttien jaar cel werd de gedetineerde voorheen in principe na 12 jaar vrijgelaten, nu is dat 16 jaar. Bij 30 jaar is het niet 20 maar 28 jaar. De tbs-behandeling gaat daarin mee. Met het verhogen van de straffen en het versoberen van de VI-regeling komt de tbs-behandeling dus op een aanzienlijk later moment.
Tbs'ers die niet meteen kunnen worden geplaatst in een tbs-kliniek, verblijven als passant in huizen van bewaring.

## Verblijf en behandeling
Terbeschikkinggestelden worden in de klinieken behandeld om het recidivegevaar (dat wil zeggen het risico op herhaling) te verminderen. Het resultaat van de behandeling is sterk afhankelijk van de houding van de terbeschikkinggestelde ten opzichte van de aangeboden behandeling. Daarnaast hangt het resultaat af van de juiste inschatting en diagnose van de kliniek.
Patiënten worden na hun opname psychiatrisch gediagnosticeerd. Op basis van deze diagnose zal een behandelplan worden opgesteld. Een patiënt wordt indien nodig ingesteld op medicatie. Er wordt individueel bekeken wat nodig is om een patiënt met zijn ziekte of stoornis weer te kunnen laten functioneren in de maatschappij. In principe wordt elke patiënt gevraagd hun delictketen (omstandigheden en factoren die hebben geleid tot het delict) op papier te zetten en te bespreken. Daarna wordt een delictpreventieplan opgesteld, een plan waarmee de patiënt wordt geleerd verstoringen vroegtijdig te signaleren om zodoende op tijd hulp in te schakelen.
Binnen tbs-klinieken worden verder ondersteunende therapieën aangeboden, zoals vaktherapie: psychomotorische therapie, beeldende therapie, muziektherapie, dramatherapie, danstherapie en dialectische gedragstherapie. Patiënten kunnen echter niet gedwongen worden deze therapieën te volgen. Sociotherapeuten begeleiden de patiënten op de verblijfsafdelingen en worden geacht hen te leren adequaat met hun medemensen om te gaan.

## Duur en verlenging
De gewone terbeschikkingstelling heeft geen vooraf bepaalde duur, maar kan iedere keer met maximaal twee jaar worden verlengd. Dat betekent dat elke tbs-maatregel minimaal eens per twee jaar wordt geëvalueerd door de rechter. Tijdens deze zogenoemde verlengingszittingen zal het hoofd van de behandeling (meestal een gz psycholoog) als getuige-deskundige informatie geven over het verloop van de behandeling. De officier van justitie zal het belang van de maatschappij en de slachtoffers vertegenwoordigen en de terbeschikkinggestelde kan zich laten vertegenwoordigen door een advocaat. In sommige gevallen roept deze de hulp in van een onafhankelijk deskundige, meestal een gerenommeerd psychiater. Dit staat bekend als een contra-expertise.

### Langdurig verblijf
De wetgever stelt dat een tbs-behandeling in principe binnen zes jaar afgerond moet zijn. Als binnen deze zes jaar het recidivegevaar onvoldoende is verminderd, wordt de kliniek gekort op de verpleegprijs en zal de nadruk verschuiven van behandeling naar verblijf. Wanneer behandeling in twee verschillende klinieken onvoldoende resultaat oplevert (in die zin dat het recidivegevaar niet of onvoldoende is verminderd en er geen zicht is op verbetering) kan een terbeschikkinggestelde aangemerkt worden als 'longstay-patiënt'.
De minister van Justitie neemt hiertoe het besluit na zich door het LAP (Landelijke Adviescommissie Plaatsing, bestaande uit psychologen en psychiaters) te hebben laten informeren. Hoewel ook tijdens de longstay de tbs-maatregel minimaal één keer per twee jaar wordt geëvalueerd, kan dit leiden tot een levenslang verblijf binnen justitiële instellingen of forensische psychiatrie.
De langstzittende tbs'er in Nederland was Theo H., die van 1960 tot 2011 meer dan 50 jaar onafgebroken in een tbs-kliniek zat. In 2004 waren er 60 longstay-patiënten in Nederland. In 2007 zullen er waarschijnlijk 200 zijn, zo heeft minister Donner midden augustus 2007 aangekondigd. De minister kondigt ook aan een onderscheid te willen maken tussen de longstay-patiënten, wat betreft beveiliging. Voor een aanzienlijk deel van de longstay-patiënten hoeft de beveiliging niet het niveau te hebben van een huis van bewaring.

## Verlof en resocialisatie
Als de behandelend psychiaters denken dat zowel de maatschappij als de patiënt toe zijn aan een verantwoorde herintroductie in de maatschappij, dan kunnen zij het Ministerie van Justitie vragen om een verlofmarge toe te staan. In eerste instantie zal deze marge klein zijn, een eerste verlof kan bijvoorbeeld een rondje wandelen in of rond de kliniek zijn, door twee mensen begeleid. Als dit goed gaat kan het verlof langzaam, stap voor stap worden uitgebreid. Elk verlof en elke stap worden door het behandelend team bekeken. Bij twijfel wordt het verlof ingetrokken. Elke uitbreiding van de verlofmarge moet goedgekeurd worden door het ministerie.
In 2003 waren er 49.910 verloven landelijk. In 90 gevallen keerden patiënten niet of te laat terug in hun instelling. Indien een patiënt meer dan een uur later is dan gepland, wordt dit aangemerkt als te laat, onder deze 90 zijn dus bijvoorbeeld ook gevallen "vertraging openbaar vervoer".

### Transmuraal verlof
Transmuraal verlof is een overgangsperiode tussen het verblijf in de tbs-kliniek en een zelfstandig leven of een verblijf in een niet-justitiële instelling, zoals een algemeen psychiatrisch ziekenhuis of een ribw. In deze periode verblijft de terbeschikkinggestelde buiten de kliniek, maar valt hij of zij nog wel onder de verantwoordelijkheid van de tbs-kliniek en dient zich dus aan bepaalde afspraken te houden. De reclassering gaat in deze periode geleidelijk de nazorg overnemen.

### Profiel van terbeschikkinggestelden
Bekend is dat circa 60 à 70% van de terbeschikkinggestelden, voordat zij in de tbs terechtkwamen, werden behandeld of begeleid in de algemene geestelijke gezondheidszorg (GGz), in de verslavingszorg en/of de jeugdzorg. Deze patiënten ontvingen daar over het algemeen veel zorg en behandeling. Zij zijn doorgaans zowel psychiatrisch, maatschappelijk als relationeel ‘zwaar belast’.
Doorgaans duren de contacten die deze patiënten met de afzonderlijke hulpverleningsinstellingen hebben, meerdere jaren, waarbij herhaaldelijk nieuwe diagnoses worden gesteld. Daarnaast zijn er meestal al contacten met justitie en de Reclassering, wordt een strafblad opgebouwd en worden de patiënten soms reeds opgesloten in de reguliere gevangenissen.
Philipse onderschrijft de bevindingen van Grubin en Wingate, die stellen dat risicotaxatie-instrumenten erop wijzen dat vooral impulsieve, drankzuchtige en gewetenloze gewoontecriminelen gevaarlijk zijn.
Het is echter ook vanuit onderzoek nog niet mogelijk een sluitend psychiatrisch en maatschappelijk profiel op te stellen van de patiënt die het in de algemene geestelijke gezondheidszorg (Ggz) niet redt, en als gevolg daarvan misdrijven begaat waarvoor tbs wordt opgelegd.
Aannemelijk is dat een groot aantal personen is te typeren onder de diagnose antisociale persoonlijkheidsstoornis (AsPS) in combinatie met een verslaving. Ook is aannemelijk dat ze naast hun psychiatrische problematiek, ook op maatschappelijk en relationeel gebied beneden normaal presteren; waardoor het leiden van een normaal zelfstandig leven bemoeilijkt wordt.
Samengevat gaat het om mensen die onvoldoende regie hebben over hun eigen leven, waarbij het eigen overzicht omtrent de complexiteit van hun problemen ontbreekt. Zelfs als zij in contact komen met de hulpverlening, kunnen zij zich moeilijk aanpassen aan de verwachtingen van hulpverleningsinstellingen. Dit kan leiden tot het structureel 'overvragen' ten aanzien van de motivatie voor begeleiding of behandeling. Mede daardoor is het risico groot dat hulpverleners en behandelaars na enige tijd op deze toekomstige terbeschikkinggestelden ‘afbranden’.
In 2011 is, naar aanleiding van het parlementair onderzoek naar de tbs uit 2006 (commissie Visser), het Forensisch Psychiatrisch Toezicht (FPT) ontwikkeld door het Ministerie van Veiligheid en Justitie, de Reclassering en de Fpc's. Hierin werken Forensisch Psychiatrische centra en Reclassering intensiever en langer samen bij de resocialisatie van terbeschikkinggestelden.

#### Vrouwen in de tbs
In Nederland is de tbs-opvang gemengd; zowel mannen als vrouwen worden in één instelling opgevangen. Het aantal vrouwen is hierbij structureel in de minderheid, in 2023 betrof het aantal zo'n 7% van de totale populatie. Vivienne de Vogel, forenisch psycholoog en hoogleraar Forensische Zorg aan de Universiteit Maastricht, doet als een van de weinigen in Nederland onderzoek naar deze groep. Zij geeft aan dat vrouwelijke tbs'ers in bepaalde zaken aanzienlijk verschillen van mannelijke tbs'ers. Zo ligt aan hun misdrijven veel vaker een psychiatrisch verleden ten grondslag. Ook hebben zij veelal een traumaverleden. Seksueel trauma komt bij zo'n een op de vier in tbs opgenomen mannen voor, bij vrouwen ligt dit hoger, met een op de twee. Andere typen trauma zijn vrijwel gelijk. Daarnaast zijn bij mannen in de tbs vaak hun kinderen geheel niet meer in beeld. Bij vrouwen ligt dit anders en werkt de wens om weer voor eigen kinderen te zorgen veelal als motiverende factor. Tot slot is het soort misdrijven bij vrouwen anders dan bij mannen. Vrouwen bleken bovengemiddeld veel branden te stichten.

## Instellingen
Er zijn in Nederland twaalf tbs-klinieken, vier rijksinstellingen en acht particuliere klinieken. Allemaal vallen ze onder de Dienst Justitiële Inrichtingen (DJI) van het Ministerie van Justitie.
De onafhankelijke Raad voor Strafrechtstoepassing en Jeugdbescherming controleert of de klinieken zich aan de wet houden en de rechten van terbeschikkinggestelden voldoende waarborgen. In juni 2005 waren er in totaal 1600 tbs-patiënten onder behandeling, inclusief de longstayers.

## Discussie
Er is discussie over de daadwerkelijke effectiviteit van de toegepaste therapieën.
Veel verdachten vrezen tbs omdat deze telkens verlengd kan worden. De meesten zouden liever tot een langere gevangenisstraf worden veroordeeld die tenminste zekerheid geeft, dan tot een tbs die jaren kan voortduren. Tot voor kort was de capaciteit van de klinieken beperkt, waardoor de veroordeelden in voorlopige hechtenis moesten blijven. Soms duurde deze wel een of twee jaar. In sommige gevallen is hierdoor aan gedetineerden schadevergoeding toegekend.
Een aantal incidenten leidt tot discussie over de effectiviteit van de tbs-maatregel en het proefverlof:
- In mei 2004 keerde een patiënt niet terug van zijn verlof. Hij ontvoerde en misbruikte een 13-jarig meisje uit Eibergen. Hij werd na vier dagen in Duitsland gearresteerd.
- De tbs-er Michel Stockx was vanwege het verkrachten van kinderen tot tbs veroordeeld. In 1992, enkele jaren nadat hij zijn tbs-behandeling had afgerond, werd hij veroordeeld voor de moord op drie kinderen.
- In 1996 stak een tbs'er, wiens behandeling volgens de kliniek voorspoedig verliep, tijdens proefverlof een garagehouder dood.
- Een voormalige tbs'er vermoordde een vrouw in 1994 en een andere vrouw in 1997.
- In 1997 ontsnapten twee tbs'ers via een ventilatiekanaal uit de zwaar beveiligde Van Mesdagkliniek.
- In 1999 stak een tbs'er willekeurig de Groninger Tjirk van Wijk dood.
- Eveneens in 1999 kwam de Van Mesdagkliniek in het nieuws vanwege een onderzoek door Rijksrecherche en Inspectie voor de Gezondheidszorg. Vijf vrouwelijke personeelsleden hadden seksuele relaties met tbs'ers onderhouden.
- In diezelfde periode verkrachtte een tbs'er tijdens verlof zijn begeleidster.
- Tussen 2000 en 2004 werden in Twente verscheidene dieren zwaar mishandeld door een ex-tbs'er, die ook de moord op een zwerver bekende, die hij pleegde in 2003.
- In 2002 werd een voormalig tbs'er veroordeeld voor een drievoudige moord.
- In juni 2005 onttrok een tbs'er op verlof zich aan het toezicht van zijn begeleiders. Hij werd na ruim een week aangetroffen in de tuin van een vermoorde bejaarde man en is inmiddels veroordeeld voor deze moord. Aan deze laatste situatie wordt sindsdien gerefereerd als de affaire Wilhelm Schippers. Deze zaak leidde tot hernieuwde discussie over de veiligheid van het systeem van proefverloven.

Het Expertisecentrum Forensische Psychiatrie onderzocht ontsnappingen van tbs'ers en recidive tijdens het verlof in de periode 2000-2005. Van de 50.000 verlofbewegingen die per jaar plaatsvinden vonden er gemiddeld 6,9 onttrekkingen per maand plaats. Bij gemiddeld vier personen per jaar vond daadwerkelijk recidive plaats.

### Minister Donner
Deze incidenten riepen veel maatschappelijke onrust op. Minister Donner kreeg, in de periode dat hij minister van Justitie was, tweemaal forse kritiek te verduren. Hij pareerde de kritiek door te zeggen dat hij de wet correct uitvoert. Volgens hem heeft de politiek gekozen voor een systeem waarin mensen na behandeling een tweede kans kunnen krijgen in de samenleving. Zo'n systeem kan niet bestaan zonder risico's. Als de samenleving een ander systeem wil, is het aan de politiek dit te veranderen, aldus Donner. De minister heeft wel na beide incidenten de voorwaarden, regels en controle van de verloven verscherpt. Ook zegt hij toe de capaciteit van de longstayafdelingen te vergroten.

### Rechters
Een ander onderdeel van de actuele discussie over tbs, is de rol van de rechters ten aanzien van de verlenging van de tbs-maatregel. Zij kunnen meegaan met het advies van de deskundigen (conform) of zij kunnen het advies naast zich neerleggen (contrair). En dat laatste is zeker geen uitzondering. Men vraagt zich af of een rechter wel voldoende deskundig is om een dergelijk oordeel te vellen. Aan de andere kant, schuiven klinieken hun beoordelingsfouten vaak af op 'de beslissing van de rechter'. Uit onderzoek van het Wetenschappelijk Onderzoek- en Documentatie Centrum van het Ministerie van Justitie is inmiddels gebleken dat het gevaar op herhaling van het indexdelict of vergelijkbaar groter is na contraire beëindigingen. Een alternatief zou kunnen zijn dat de verlenging wordt beoordeeld door een onafhankelijk comité van deskundigen, zoals gebruikelijk in enkele landen met een soortgelijk systeem.

### Professor Van Marle
Volgens tbs-deskundige prof. dr. Hjalmar van Marle (oud-directeur van zowel de Van Mesdagkliniek als het Pieter Baan Centrum) is 60% van de huidige populatie in de tbs-klinieken onbehandelbaar. Zij zouden volgens hem moeten worden geplaatst op goedkopere longstay-voorzieningen, om zo plaats te maken voor mensen die wel behandelbaar zijn. Volgens Van Marle is de behandelbaarheid van patiënten vrij vroeg in de behandeling in te schatten.

### Parlementair onderzoek
Naar aanleiding van de affaire Schippers heeft de Tweede Kamer besloten tot een parlementair onderzoek. In februari en maart 2006 vonden openbare hoorzittingen plaats in het kader van dit onderzoek. De commissie heeft de resultaten 16 mei 2006 bekendgemaakt. De commissie stelt dat het systeem op zich deugt, maar dat er verbeteringen in kunnen worden aangebracht. De belangrijkste aanbevelingen zijn:
- Patiënten moeten na de tbs langer worden gevolgd, tot 9 jaar.
- Dwangmedicatie moet in sommige gevallen makkelijker worden.
- Risico's voor verlof moeten beter worden ingeschat.
- De machtigingen voor verlof moeten niet worden geregeld door het ministerie, maar door deskundigen.
- In sommige gevallen moet levenslange tbs kunnen worden opgelegd.

## Trivia
- De lettercombinatie TBS wordt in Nederland niet op nummerborden van auto's gebruikt.